# Тајтусвил (Пенсилванија)
Тајтусвил (енгл. Titusville) град је у америчкој савезној држави Пенсилванија. По попису становништва из 2010. у њему је живело 5.601 становника.

## Демографија
Према попису становништва из 2010. у граду је живело 5.601 становника, што је 545 (8,9%) становника мање него 2000. године.
| Група             | 2000.         | 2010.         |
| Белци             | 5.953 (96,9%) | 5.323 (95,0%) |
| Афроамериканци    | 74 (1,2%)     | 103 (1,8%)    |
| Азијати           | 17 (0,3%)     | 40 (0,7%)     |
| Хиспаноамериканци | 52 (0,8%)     | 69 (1,2%)     |
| Укупно            | 6.146         | 5.601         |